# Lex Servilia iudiciaria
La lex Servilia iudiciaria, detta anche lex Servilia Caepionis, fu una lex comitialis promulgata nel 106 a.C. su proposta del console Quinto Servilio Cepione.

## Disposizioni
La legge reintroduce l'ordine senatorio nel collegio giudicante della quaestio perpetua de repetundis, il tribunale permanente chiamato a giudicare della concussione dei magistrati romani nelle province, a differenza di quanto istituita dalla lex Sempronia iudiciaria, che aveva concesso l'esclusività di questo tribunale all'ordine equestre.

## Storia
La Quaestio perpetua de repetundis era stata istituita con la lex Calpurnia del 149 a.C. e successivamente la composizione del collegio giudicante era stata variata. Proposta dal console Quinto Servilio Cepione, fu supportata da Lucio Licinio Crasso, perché mirava ad abolire la lex Sempronia del 122 a.C.